# 1283年
| 千纪： | 2千纪 |
| 世纪： | 12世纪 \| 13世纪 \| 14世纪                                                                                 |
| 年代： | 1250年代 \| 1260年代 \| 1270年代 \| 1280年代 \| 1290年代 \| 1300年代 \| 1310年代                           |
| 年份： | 1278年 \| 1279年 \| 1280年 \| 1281年 \| 1282年 \| 1283年 \| 1284年 \| 1285年 \| 1286年 \| 1287年 \| 1288年 |
| 纪年： | 癸未年（羊年）；元至元二十年；黄华祥兴五年；越南紹寳五年；日本弘安六年                                     |

## 大事记
- 威尔士反抗到最后的土王David被出卖，遭虐杀。
- 元將相吾答兒、太蔔、也罕的斤率軍攻佔江心城。
- 元宗王相吾答兒與右丞太卜、參知政事也罕的斤率軍自雲南地區進攻蒲甘王國，兵分二路進攻牙嵩延，元軍圍城兩月後牙嵩延陷落，那羅梯訶波帝向元朝投降。
- 忽必烈下令準備第三次征日，但因江南人民的強烈反抗與受挫而作罷。
- 勝利者德米特里從叛變的弟弟安德烈三世·亞歷山德羅維奇手中收復弗拉基米爾，但無力攻克首府科斯特羅馬，為專心對付諾夫哥羅德共和國，決定與安德烈三世·亞歷山德羅維奇和談，承認除弗拉基米爾外的所有領土要求，換取安德烈三世·亞歷山德羅維奇重新稱臣。

## 逝世
- 1月9日－文天祥，南宋宰相